# 阿尔皮亚萨
阿尔皮亚萨 （葡萄牙语：Alpiarça，葡萄牙語發音：[ɐɫpiˈaɾsɐ]），葡萄牙圣塔伦区的一个市镇，总面积95.0平方公里，总人口8157。

## 姊妹城市
与阿尔皮亚萨结成姊妹城市的有：
- 波蘭，馬佐夫舍地區維索凱
- 法國，马恩河畔尚皮尼